# Mariene provincie Centraal-Polynesië
De Mariene provincie Centraal-Polynesië (39) (Engels: Central Polynesia marine province) is een biogeografische provincie en ligt in het centrale deel van de Grote Oceaan in het Marien rijk Oostelijke Indo-Pacific. De mariene provincie is vastgesteld door het World Wide Fund for Nature en The Nature Conservancy en is vernoemd naar Polynesië.
In het zuidoosten grenst het gebied aan de mariene provincie Zuidoost-Polynesië (40), in het zuiden aan de mariene provincie Tropische Zuidwestelijke Stille Oceaan (35) en in het westen aan de mariene provincie Marshall-, Gilbert- en Ellice-eilanden (38).

## Geografie
De mariene provincie ligt rond de Noordelijke en Centrale Line-eilanden, de Phoenixeilanden, de Tokelau-eilanden, Wallis en Futuna, de noordelijke Tonga-eilanden, de Samoa-eilanden en de unincorporated territory Amerikaans-Samoa.

## Biogeografie
Het gebied kent zeeleven dat houdt van tropische temperaturen.

## Mariene ecoregio's
Deze mariene provincie bestaat uit 3 mariene ecoregio's:
- Mariene ecoregio Line Islands (155)
- Mariene ecoregio Phoenix/Tokelau/Noordelijke Cookeilanden (156)
- Mariene ecoregio Samoa-eilanden (157)